# آدم و حوا (فیلم ۱۳۴۹)
آدم و حوا فیلمی به کارگردانی و نویسندگی امیر شروان محصول سال ۱۳۴۹ است.

## خلاصه داستان
آدم که فرماندهٔ کشتی است، زنی به نام حوا را نزد پسرانش هابیل و قابیل می‌برد. حوا مورد توجه مرد دیگری هم هست. آدم در مبارزه ای پیگیر مرد را از سر راه خود برمی‌دارد، اما بعد با وسوسهٔ حوا برای به دست آوردن پول بیشتر مواجه می‌گردد. او گاو صندوقی را سرقت می‌کند، ولی گرفتار می‌شود در همین موقع پسر بزرگش کشته می‌شود او در صدد این برمی‌خیزد ک پسر کوچکش را از اتهام قتل برادر برهاند بعد ازموفقیت و آزادی پدرو پسر از زندان آنها همه باهم زندگی خوبی را در پیش می‌گیرند

## بازیگران
- امامعلی حبیبی
- کتایون
- ناتاشا
- حبیب اله بلور
- مینا
- فرشید فرزان
- نرسی کرکیا
- غلامرضا سرکوب
- اسداله یکتا